# Nicola Cassano

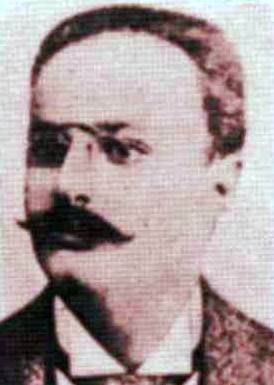
Nicola Cassano

Nicola Cassano (Ruvo di Puglia, 2 gennaio 1857 – Bari, 25 gennaio 1915) è stato un compositore e pianista italiano.

## Biografia
Figlio di Biagio e Rosa Vella, crebbe a Ruvo di Puglia e ricevette le prime lezioni di pianoforte dagli zii Francesco Cassano e Raffaele Vella. Nel 1878 si diplomò come maestro di pianoforte presso il Conservatorio di San Pietro a Majella in Napoli, dove fu allievo di Paolo Serrao, Francesco Cilea e Umberto Giordano. Svolse l'attività di insegnante privato per dieci anni nel capoluogo campano. In questo periodo compose il melodramma in due atti L'Alpigianina, alla cui prima rappresentazione nel teatrino del conservatorio presenziò anche Richard Wagner, per poi raccogliere un clamoroso successo nella messa in scena al Teatro Mercadante. In seguito si trasferì a Bari dove fu insegnante e compositore, scrivendo L'Orientale, Il canto dell'Usignolo, Meditazione per strumenti ad arco, Serenata spagnola per piano e violino, Ave Maria e una serie di minuetti, notturni e serenate. Grazie alla composizione de L'Orientale, Cassano ricevette un lauto compenso dalla Casa Ricordi. Morì a Bari all'età di cinquantotto anni.